# Narthecius grandiceps
Narthecius grandiceps är en skalbaggsart som beskrevs av Leconte 1863. Narthecius grandiceps ingår i släktet Narthecius och familjen ritsplattbaggar. Inga underarter finns listade i Catalogue of Life.